# Тувинская полёвка
Тувинская полёвка (лат. Alticola tuvinicus) — вид млекопитающих из семейства хомяковых (Cricetidae).

## Описание
Питается зелёными частями растений, запасая сено в качестве источника пищи на зиму.
Обитает в скалистых местах степной зоны, поросших с можжевельником или занятых альпийскими лугами. Встречается на территории Монголии и России, преимущественно в Тыве.
МСОП присвоил таксону охранный статус «Виды, вызывающие наименьшие опасения» (LC).

## Синонимы
В синонимику вида входят следующие биномены:
- Alticola khubsugulensis Litvinov, 1973
- Alticola kosogol Litvinov, 1973 (другое название для предыдущей формы)